# Alexia Barlier
Alexia Barlier (* 21. Dezember 1982) ist eine französische Schauspielerin.

## Leben
Alexia Barlier wurde als Tochter einer neuseeländischen Mutter, einer klassischen Tänzerin und Yogalehrerin geboren, ihr Vater leitete Kunstgalerien. Parallel zur Schule besuchte sie den Cours Simon in Paris, wo sie ihre Schauspielausbildung erhielt.
Ihr Filmdebüt gab sie 2002 als Kate in 24 heures de la vie d’une femme. In der Spielsaison 2006/07 stand sie am Théâtre Montparnasse in Paris in La Danse de l’Albatros von Gérald Sibleyras auf der Bühne. In der Romanverfilmung Dialog mit meinem Gärtner war sie 2007 als Magda zu sehen. Von 2010 bis 2014 verkörperte sie in der Kriminalreihe Bartolis Gesetz die Rolle der Nadia Martinez, von 2013 bis 2016 spielte sie in der Fernsehserie Falco die Rolle der Éva Blum.
2016 war sie im US-amerikanischen Actionfilm 13 Hours: The Secret Soldiers of Benghazi von Michael Bay als Sona Jillani zu sehen, in der deutschen Fassung lieh ihr Marieke Oeffinger die Stimme. In der Miniserie Der Wald übernahm sie 2017 sie Rolle der Lehrerin Eve Mendel, in der deutschsprachigen Fassung wurde sie von Sandrine Mittelstädt synchronisiert. In der franko-belgischen Krimiserie Crimson Wedding – Blutrote Hochzeit verkörperte sie 2018 die Rolle der Alice. 2019 spielte sie in der Mysteryserie The Last Wave die Rolle der Juliette Dubrovsky.
Im August 2018 heiratete Barlier den australischen Schauspieler und Regisseur Paul Leyden. 2019 wurden sie Eltern einer Tochter. Gemeinsam leben sie in Los Angeles.
2021 war sie im Fernsehdreiteiler Sophie Cross – Gefährliche Dünen in der Titelrolle als frühere Strafverteidigerin und Ermittlerin Sophie Cross an der Seite von Thomas Jouannet als ihr Mann Thomas Leclercq zu sehen.

## Filmografie (Auswahl)
- 2002: 24 heures de la vie d’une femme
- 2004: Viper in der Faust (Vipère au poing)
- 2005: Vénus & Apollon – Soin sunlight (Fernsehserie)
- 2005–2007: Le juge est une femme (Fernsehserie, zwei Episoden, verschiedene Rollen)
- 2006: Préjudices – Huan Ying (Fernsehserie)
- 2006: Die Verlegerin und der Autor (Les ambitieux)
- 2007: Dialog mit meinem Gärtner (Dialogue avec mon jardinier)
- 2008: R.I.S. Police scientifique – Fanatique (Fernsehserie)
- 2008: Fast Track: No Limits
- 2008: SoeurThérèse.com – Meurtre au grand bain (Fernsehserie)
- 2009: Ligne de feu – Sauver ou périr (Fernsehserie)
- 2010: Kali (Fernsehserie)
- 2010: Tempêtes (Fernsehfilm)
- 2012: Amitiés sincères
- 2012: Fais pas ci, fais pas ça – Le joker connerie (Fernsehserie)
- 2012: Roxane, la vie sexuelle de ma pote – Femme fatale (Fernsehserie)
- 2013: La croisière – Vive la mariée (Fernsehserie)
- 2013: A.D.N., l’âme de la terre
- 2014: Missing Thomas (Kurzfilm)
- 2014: Er liebt mich, er liebt mich nicht – Toujours l’amour (Tu veux… ou tu veux pas?)
- 2014: L’affaire SK1
- 2014: Ein Schotte macht noch keinen Sommer (What We Did on Our Holiday)
- 2010–2014: Bartolis Gesetz (La loi selon Bartoli, Fernsehserie)
- 2015: Nina (Fernsehserie)
- 2016: 13 Hours: The Secret Soldiers of Benghazi (13 Hours)
- 2016: Tout schuss
- 2013–2016: Falco (Fernsehserie)
- 2016: Agatha Christie: Kleine Morde/Mörderische Spiele – La Mystérieuse Affaire de Styles (Les petits meurtres d’Agatha Christie, Fernsehserie)
- 2017: Imposture (Fernsehfilm)
- 2017: Der Wald (La forêt, Mini-Serie)
- 2018: Crimson Wedding – Blutrote Hochzeit (Noces Rouges, Mini-Serie)
- 2018: Art of Crime – Ein Schatten im Gemälde (L’art du crime, Fernsehserie)
- 2018: Plan Coeur – Der Liebesplan (Plan cœur, Fernsehserie)
- 2018: Génération Q (Fernsehserie, eine Episode)
- 2019: The Last Wave (La dernière vague, Mini-Series)
- 2020: Chick Fight
- 2021: Sophie Cross – Gefährliche Dünen (Crossroads, Fernsehserie)
  - 2021: Teuflischer Plan
  - 2021: Tödliche Wahrheit
  - 2021: Blutige Geschäfte